# ステイタス作戦
ステイタス作戦 (Operation status) は第二次世界大戦中の1941年9月にイギリス軍が実行したマルタへの航空機輸送作戦（クラブラン）。ステイタスI作戦とステイタスII作戦の二つの段階に分かれている。

## ステイタスI
空母「アーク・ロイヤル」、軽巡洋艦「ハーマイオニー」、駆逐艦6隻によって実行された。1941年9月8日にジブラルタルから出撃。9月9日に「アーク・ロイヤル」からハリケーン戦闘機26機が2回にわかれて発進。第1波の14機はジブラルタルを発進したブレニムに誘導されてマルタに到着したが、第2波の12機はブレニムが艦隊との接触に失敗したためマルタ行きを断念した。9月10日、ジブラルタルに帰投。

## ステイタスII
空母「アーク・ロイヤル」、「フューリアス」、戦艦「ネルソン」、軽巡洋艦「ハーマイオニー」、駆逐艦7隻により実行。9月10日にジブラルタルから出撃。9月13日に2隻の空母から合計45機のハリケーンが発進しマルタに到着した。艦隊は9月14日にジブラルタルに帰投。マルタに到着した戦闘機のうち24機はマルタから中東へと向かった。